# Linje 7bis (Paris metro)
Paris metrolinje 7bis i Paris tunnelbana tillkom år 1967 i Paris i Frankrike. Den är en av 16 linjer som ingår i nätet. Linjen sammanbinder stationen Louis Blanc med bland annat Pré Saint-Gervais. Med en längd av 3,1 km är det en av de kortaste i nätet.

## Historia
- 1911: Sträckan öppnades som en del av linje 7
- 1967: På grund av lite trafik blev detta en egen linje, 7bis.

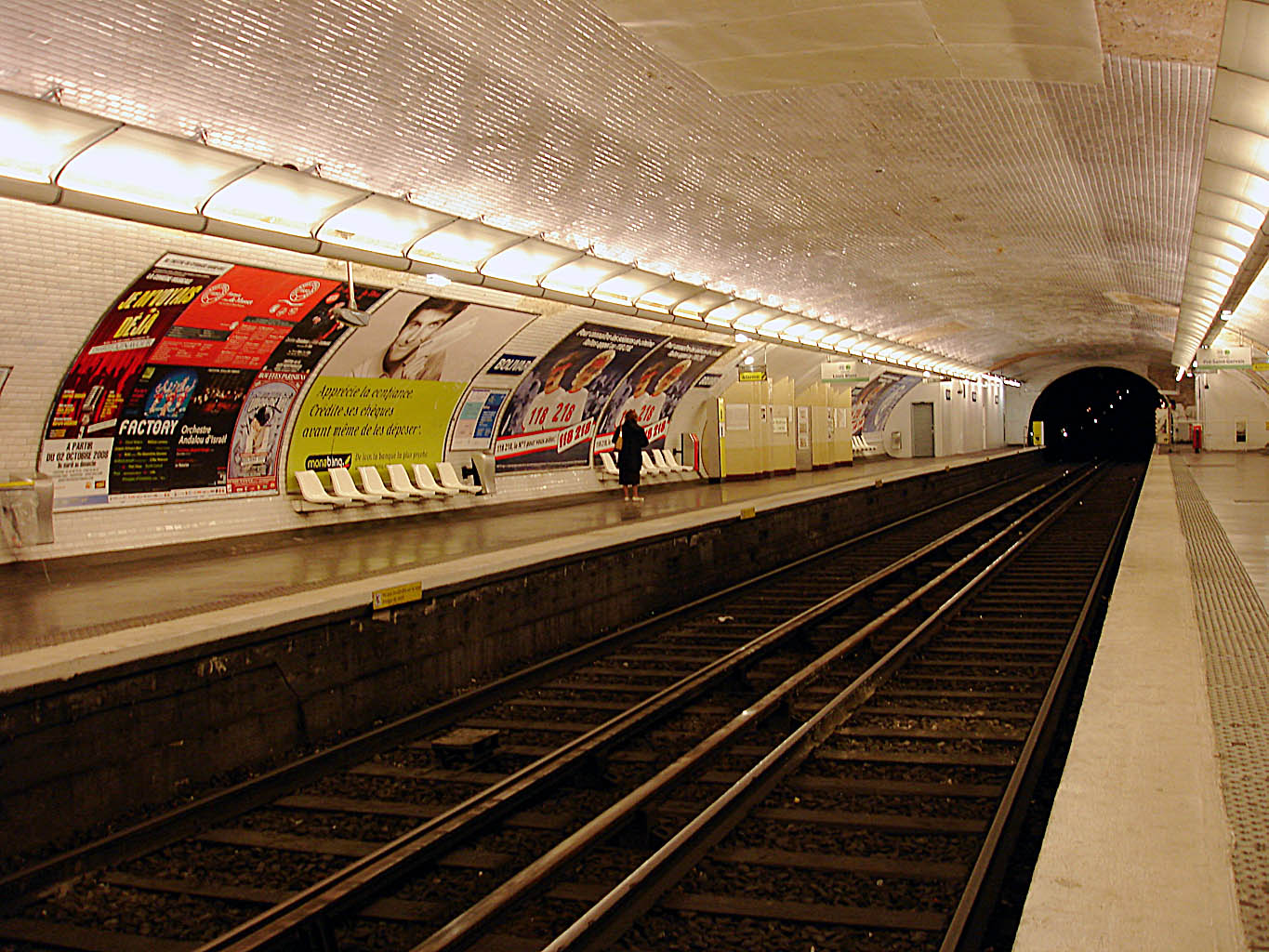
Bolivar
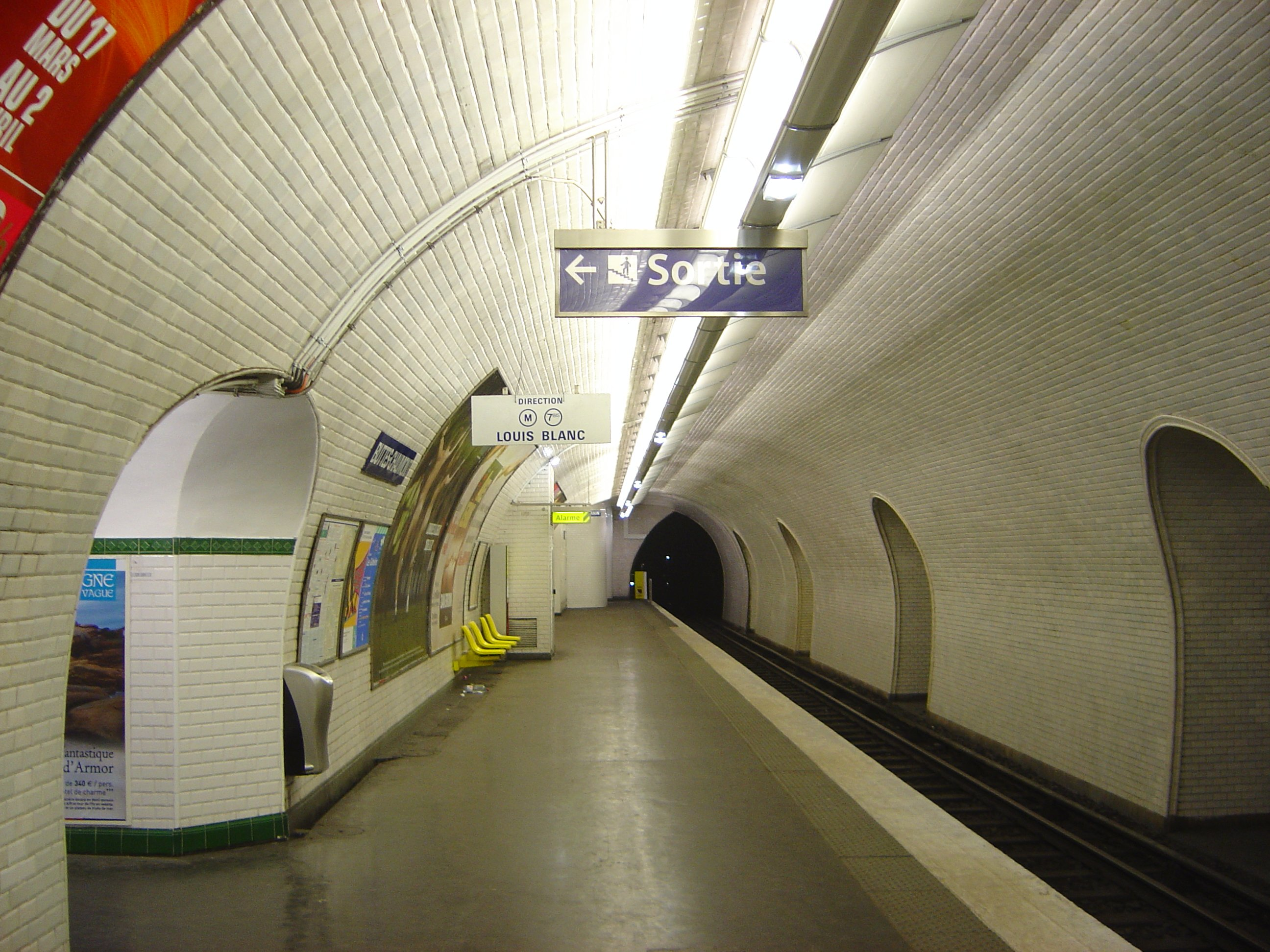
Buttes Chaumont
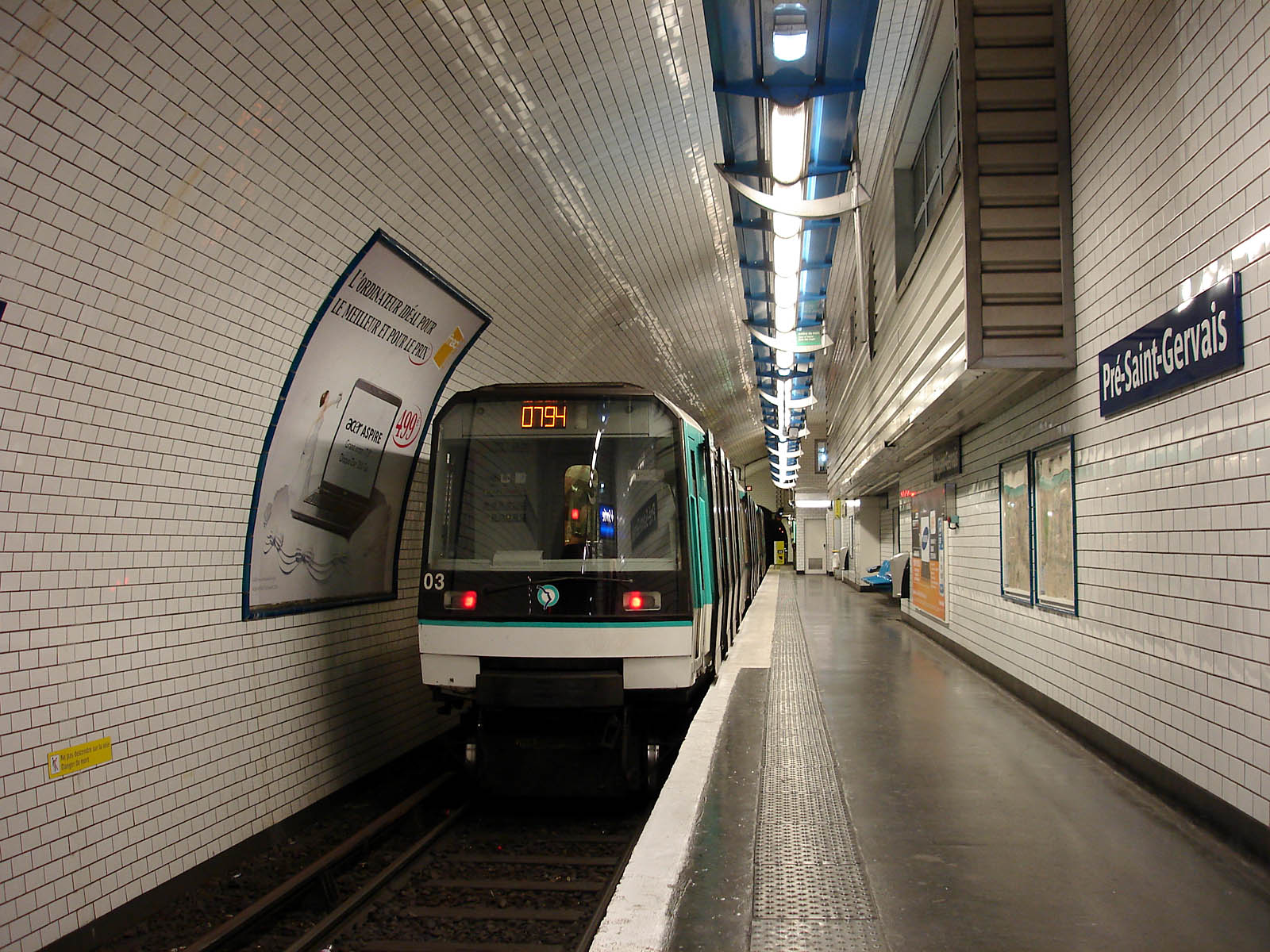
Pré Saint-Gervais
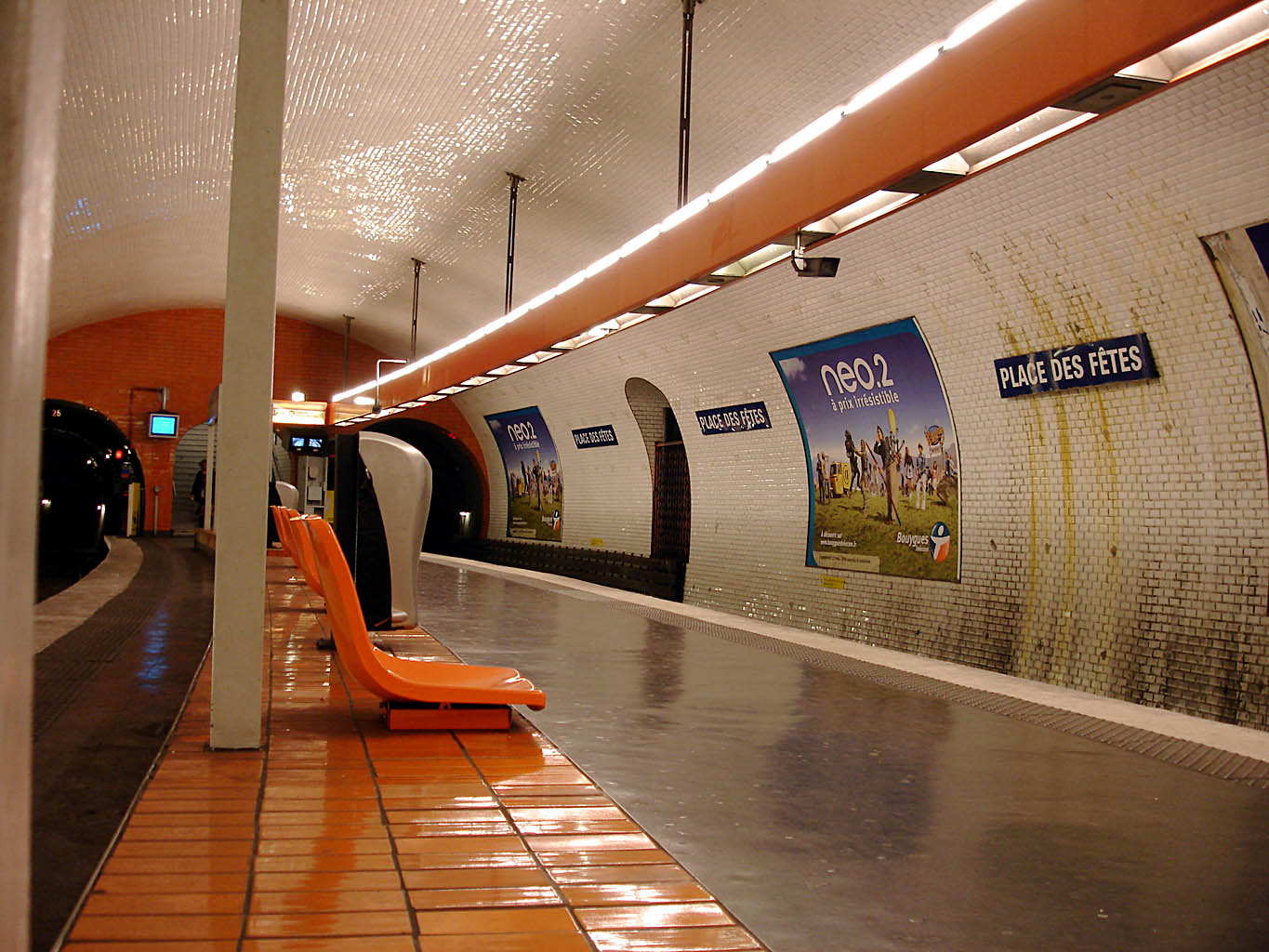
Place des Fêtes